# Atom Heart Mother
Atom Heart Mother és el cinquè àlbum d'estudi del grup britànic de rock progressiu Pink Floyd, un àlbum que es va allunyar del rock psicodèlic promogut per Syd Barrett per introduir-se més en el rock simfònic i progressiu. Va ser editat per Harvest i EMI Records el 2 d'octubre de 1970 al Regne Unit, i per Harvest i Capitol el 10 d'octubre del mateix any als Estats Units. Va ser enregistrat als estudis Abbey Road a Londres (Regne Unit), i va esdevenir el primer àlbum de la banda en assolir el número 1 a les llistes del Regne Unit, mentre que va aconseguir la 55a posició als Estats Units, arribant-hi a assolir finalment, el disc d'or. Una versió remasteritzada va ser editada en CD el 1994 al Regne Unit i als Estats Units, i de nou el 2011. Ron Geesin, que ja havia influït i treballat amb Roger Waters, va fer una notable contribució a l'àlbum i va rebre un crèdit de composició, fet estrany en aquell moment.
Aquest va ser el primer àlbum de Pink Floyd en el qual es va fer la mescla per a so quadrifònic de quatre canals, així com per a so estereofònic de dos canals. La barreja quadrifònica SQ va ser editada en LP en un format de matriu compatible amb els tocadiscs estèreo estàndard. També hi va haver un llançament de la versió quadrifònica al Regne Unit per al format Quad-8 en la forma de quatre canals totalment separats, una variant de quatre canals de l'estèreo amb cartutxos de 8 pistes.
La portada va ser dissenyada per Hipgnosis, i va ser important perquè va ser la primera que no va comptar amb el nom del grup a la portada, ni va contenir cap fotografia de la banda en tot el llibret. Aquesta va ser una tendència que continuaria en les cobertes posteriors al llarg de la dècada de 1970 i fins i tot més enllà.
Tot i que va ser un èxit comercial en el llançament, la banda, sobretot Waters i David Gilmour, han expressat diverses opinions negatives de l'àlbum en els últims anys. No obstant això, va mantenir prou popularitat perquè Gilmour interpretés la pista amb el nom de l'àlbum amb Geesin el 2008.

## Context
El context en el que es trobava la banda en el moment d'iniciar el que seria el seu cinquè àlbum d'estudi, era un punt de deriva. Van començar a treballar en l'àlbum després de completar les seves contribucions a la banda sonora de la pel·lícula Zabriskie Point a Roma, que havia acabat de manera força amarga. Quan Syd Barrett va deixar el grup, que aquell mateix any edità el seu primer disc en solitari amb el títol de The Madcap Laughs, inicialment la sonoritat de la banda va continuar amb la mateixa inèrcia, però també els va portar a un període d'àmplia experimentació, de vegades sense rumb. És precisament aquest disc el que es considera que marca el punt final d'aquesta era, i que reconduí el grup cap al que serien posteriorment els seus grans èxits.
L'any de la seva edició, el 1970, va ser un any al Regne Unit marcat per l'edició de diversos discs importants per a la història de la música, i que van ocupar els primers llocs de les llistes britàniques. L'àlbum de Pink Floyd aconseguí aquesta posició i la mantingué durant una setmana, però al llarg de l'any els llançaments més aclamats van ser el disc Bridge over Troubled Water, de Simon and Garfunkel, que passà 24 setmanes (no consecutives) en la primera posició, Abbey Road i Let It Be dels The Beatles (7 setmanes en primer lloc entre els dos àlbums), i Led Zeppelin II i Led Zeppelin III dels Led Zeppelin (5 setmanes en total). I, tot i que la sortida de Syd Barrett del grup fou una notícia de primer ordre, un dels principals esdeveniments que va ocórrer durant l'any va ser la separació dels The Beatles, separació que Paul McCartney anuncià el 10 d'abril del mateix any.

## Enregistrament

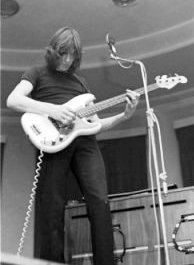
Roger Waters a l'escenari de la Universitat de Leeds, el 28 de febrer de 1970. Una de les primeres presentacions en directe de la pista que porta el títol de l'àlbum va ser en aquest concert.

L'enregistrament del disc va transcórrer entre els mesos de març i agost de 1970. Concretament, el dia 1 de març de 1970 la banda va començar amb una setmana de sessions d'enregistrament als Abbey Road Studios, i la producció va anar a càrrec dels Pink Floyd mateix. L'enginyer de so fou Peter Bown assistit per Alan Parsons. Va aparèixer en format LP el 10 d'octubre de 1970 i va arribar al número 1 al Regne Unit i al 55 als Estats Units. El març de 1994 fou disc d'or als Estats Units. La versió remasteritzada va aparèixer el 1994 a Gran Bretanya i un any després als EUA.
L'edició original amb LP conté com a últim soroll una gota d'aigua quan cau i com que és a l'últim forat si no s'aixeca l'agulla va sonant indefinidament. En la reedició amb disc compacte hi ha una targeta amb dues receptes d'esmorzar, una en alemany i una altra en anglès. Les receptes semblen una espècie de broma o exageració, ja que inclouen ingredients com un camell mitjà, un ou, 250 cabeces d'all, un xai de primavera.

### Cara A
La pista amb el nom de l'àlbum d'Atom Heart Mother és el resultat d'una sèrie de figures instrumentals que la banda havia compost durant aquests assajos, incloent la progressió d'acords del tema principal, que el guitarrista David Gilmour havia anomenat "Theme from an Imaginary Western", i la primera presentació en viu va ser duta a terme el 17 de gener de 1970 a la Universitat de Hull. La banda va considerar que les actuacions en directe van fer evolucionar la peça cap a una forma manejable. L'enregistrament de la pista va començar als Abbey Road Studios a Londres, i va ser una mica complicat, ja que era el primer enregistrament a utilitzar un nou vuit pistes de cinta d'una polzada i una taula de mescles EMI TG12345 (8 pistes i 20 entrades de micròfon) a l'estudi, i, com a resultat, EMI va insistir que a la banda no se'ls permetia fer cap entroncament de la cinta per tal d'editar peces. En conseqüència, els membres de la banda Roger Waters i Nick Mason no van tenir més remei que tocar el baix i la bateria, respectivament, per a tota la peça de 23 minuts d'una sola tirada. Els altres instruments de la banda van ser retocats posteriorment. Mason recordava que la falta de cronometratge precís de la pista de fons definitiva podria causar problemes més endavant.
Al mes de març la banda havia acabat d'enregistrar la pista, però sentien que hi faltava un bon enfocament i que necessitava alguna cosa més. En Ron Gessin va ser presentat a la banda de la mà del mànager de gires dels The Rolling Stones, Sam Cutler, i aquests van quedar impressionats amb les seves habilitats a nivell de composició i d'edició, particularment Waters i Mason. A Geesin se li van lliurar les pistes de suport completades que la banda ja havia gravat, i li van demanar de compondre un arranjament orquestral sobre aquelles pistes, mentre la banda va sortir de gira als EUA. Geesin va descriure la composició i l'arranjament com a "un munt de treball. Ningú no sabia el que volia, no podien llegir la música ..." Segons ell, Gilmour va aparèixer amb algunes de les línies melòdiques, mentre que la parella amb el teclista Richard Wright va treballar en la secció del mig amb el cor. Quan es tractava d'enregistrar el seu treball al juny amb l'EMI Pops Orchestra, els músics de sessió presents no estaven impressionats amb la seva tendència a afavorir la música avant garde per davant d'obres clàssiques establertes i, combinat amb la relativa dificultat d'algunes de les parts, el van assetjar durant l'enregistrament. John Alldis, el cor del qual també va actuar en la cançó, va tenir l'experiència de tractar amb músics orquestrals i va aconseguir realitzar l'actuació gravada d'acord amb Geesin.
La cançó va ser anomenada originàriament «The Amazing Pudding», encara que la partitura original de Geesin s'hi referia com a «Epic». Una versió més refinada i millorada (amb les parts escrites per Geesin) es va tocar al Bath Festival of Blues and Progressive Music el 27 de juny. El nom del tema va canviar després que la banda l'hagués interpretat en directe per a la BBC Radio 1 el 16 de juliol de 1970, i hagués necessitat un títol per a John Peel per anunciar-ho.  Geesin va assenyalar una còpia d'Evening Standard, i va suggerir a Waters que trobaria un títol allà. El titular era:  'ATOM HEART MOTHER NAMED' , una història sobre una dona equipada amb un marcapassos amb energia nuclear.
La peça tal com es presenta en l'àlbum acabat és una progressió de les primeres peces instrumentals de Pink Floyd, com ara «A Saucerful of Secrets», i fins i tot d'abans com «Interstellar Overdrive». La suite «Atom Heart Mother» ocupa tota la cara A, i es divideix en sis parts, amb nom individual per a cada part. Geesin va triar el nom de la secció d'obertura, «Father's Shout» després d'«Earl "Fatha" Hines», mentre que altres noms com «Breast Milky» i «Funky Dung» es van inspirar en la portada de l'àlbum. Els arranjaments orquestrals presenten una secció d'instruments de metall, unvioloncel i el cor de 16 components de John Alldis, que interpreten la majoria de les principals línies melòdiques, mentre que Pink Floyd proporciona principalment les pistes de suport; una inversió de les pràctiques musicals del pop dels anys 60, on s'utilitzar l'orquestració com a fons i es posava la banda de rock al capdavant. No obstant això, hi ha diverses ocasions on la guitarra elèctrica de Gilmour i els teclats de Wright prenen la iniciativa.

### Cara B

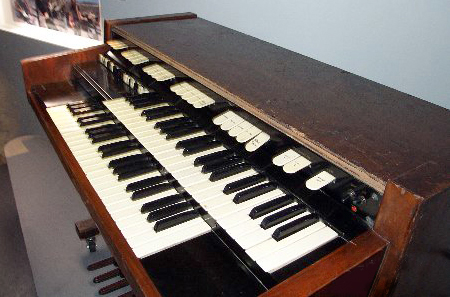
El 1970, Richard Wright va començar a utilitzar un orgue Hammond M102 (imatge) a l'escenari de forma regular, i té una prominent aparició en l'àlbum.

El concepte de l'àlbum és molt similar al seu anterior disc Ummagumma, ja que presenta la banda completa en la primera meitat i se centra en els membres individuals en la segona part. La cara B obre amb tres cançons de cinc minuts: una per cadascun dels tres compositors residents de la banda, i es tanca amb una suite amb efectes de so concebuts principalment per Mason, però acreditades per a tot el grup. Waters va aportar una balada popular anomenada «If», tocant la guitarra acústica. Pink Floyd poques vegades va tocar la cançó en viu, però Waters sovint la va interpretar en els seus concerts com a solista donant suport a l'àlbum Radio K.A.O.S., més d'una dècada després. A continuació segueix la cançó «Summer '68» de Wright, que també presenta un ús destacat dels instruments de metalls en alguns punts. Va ser editada com un senzill japonès l'any 1971, i va ser l'única pista de l'àlbum que mai es va tocar en directe.
Segons Mason, a Gilmour, havent tingut ja una mica d'experiència en composició musical en aquell moment, se li va ordenar romandre a Abbey Road fins que hagués compost una cançó adequada per a ser inclosa en l'àlbum. Va compondre una peça influenciada pel folk, «Fat Old Sun», que encara cita com una de les seves preferides. La cançó va ser estesa en arranjament a quinze minuts com a part imprescindible de la interpretació en directe de la banda, i va ser un element bàsic de les diferents gires en solitari de Gilmour, on a més a més, en directe va passar de la guitarra acústica utilitzada en la gravació de l'àlbum, a una guitarra elèctrica (una Stratocaster concretament).
La peça final, «Alan's Psychedelic Breakfast», està dividida en tres segments, cadascun d'ells amb un títol descriptiu, ajuntats amb el diàleg i els efectes de so del llavors encarregat de l'equip Alan Styles, preparant, xerrant i esmorzant. La idea de la peça va provenir de Waters experimentant amb el ritme del degoteig d'una aixeta, que va combinar els efectes de so i el diàleg que va registrar Mason a la seva cuina amb peces musicals enregistrades a Abbey Road. Una versió lleugerament refeta va ser interpretada en directe el 22 de desembre de 1970 al Sheffield City Hall, a Sheffield, Anglaterra, amb els membres de la banda fent una pausa entre tema i tema per a menjar i beure's l'esmorzar. L'LP original acaba amb el so del degoteig d'una aixeta de degoteig que va sonant a la ranura interna, i per tant, si no es para el toca-discs, segueix sonant indefinidament.
Mentre que les sessions d'enregistrament per al seu àlbum Barrett estaven en marxa (amb l'ajuda de Gilmour i Wright), l'anterior líder de Floyd Syd Barrett ocasionalment observaria la seva antiga banda mentre estaven gravant Atom Heart Mother.

## Portada
La portada de l'àlbum original, dissenyada pel col·lectiu artístic Hipgnosis, mostra una vaca de peu en unes pastures sense text ni cap altra pista pel que hi podria haver en el disc. Algunes edicions posteriors tenen el títol i l'artista afegits a la coberta. Aquest concepte va ser la reacció del grup a les imatges associades al rock espacial psicodèlic de Pink Floyd en el moment de la publicació de l'àlbum; la banda volia explorar tota mena de música sense estar limitat a una imatge o estil d'interpretació particular. D'aquesta manera, va demanar que el seu nou àlbum tingués "una cosa normal" a la coberta, que va acabar sent la imatge d'una vaca. Storm Thorgerson, inspirat per la famosa obra Cow wallpaper d'Andy Warhol, n'ha dit que simplement va anar-se'n a una zona rural prop de Potters Bar i va fotografiar la primera vaca que va veure. L'amo de la vaca va mencionar que el seu nom era "Lulubelle III". Més vaques apareixen a la contraportada, de nou sense text o títols, i a l'interior de la coberta doble. A més, un globus de color rosa amb forma d'una mamella de vaca acompanyava l'àlbum com a part de la campanya de l'estratègia comercial de Capitol per "llençar" la banda als EUA. Les notes en edicions posteriors en CD donen una recepta per al camell sencer farcit, una recepta beduïna tradicional per als banquets de casament, en una targeta interior amb l'etiqueta "Breakfast Tips". Mirant cap enrere en l'obra, Thorgerson recordava:
| «                  | Crec que la vaca representa, en termes dels Pink Floyd, part del seu humor, que crec que sovint es subestima o simplement no se'n parla | » |
| — Storm Thorgerson | |   |

A mitjans de la dècada de 1970, un bootleg que contenia senzills rars i cares B anomenat The Dark Side of the Moo va aparèixer, amb un art de coberta similar. Igual que a Atom Heart Mother, la coberta no tenia cap text en ella, tot i que en aquest cas es tractava més de protegir l'anonimat del contrabandista que qualsevol manifestació artística. La portada de l'àlbum conceptual de The KLF anomenat Chill Out també es va inspirar en Atom Heart Mother.

## Llançament i acollida
Atom Heart Mother va ser llançat al Regne Unit i als Estats Units a l'octubre de 1970, aconseguint el número 1 i el número 55, respectivament. Va ser editar en format quadrafònic al Regne Unit, Alemanya i a Austràlia.
Una edició remasteritzada en CD va ser editada el 1994 al Regne Unit i els Estats Units. Mobile Fidelity Sound Lab va editar una edició en CD en or de 24KT als Estats Units l'any 1994, mentre que una versió LP va ser llançada als EUA el mateix any. Com a part de la campanya Why Pink Floyd...?, una remasterització va ser editada el 2011. A continuació, l'àlbum va ser reeditat de nou el 2016 sota el propi segell discogràfic de Pink Floyd.
La reacció crítica cap a la composició sempre ha estat mixta, i tots els membres de la banda han expressat una certa negativitat en els últims temps. Per exemple, Gilmour ha dit que l'àlbum era:
| «               | ...una pila d'escombraries. Estàvem en un punt baix de veritat ... Crec que estàvem raspant el canó una mica en aquest període... | » |
| — David Gilmour | |   |

| «              | una bona idea, però era terrible... Atom Heart Mother sona com que no teníem cap idea entre nosaltres, però es va fer molt més prolífica després. | » |
| — David Gimour | |   |

De manera similar, l'any 1984 en una entrevista a l'emissora BBC Radio 1, Waters va dir:
| «              | Si algú digués ara, aquí tens un milió de lliures, surt a l'escenari a tocar Atom Heart Mother, li diria a veure si és una puta broma. | » |
| — Roger Waters | |   |

## Llegat
El dies 14 i 15 de juny de 2008, Geesin va tocar Atom Heart Mother amb la banda tribut italiana Mun Floyd, les dues nit com a part del festival Chelsea. Geesin va introduir la peça amb unes diapositives sobre la història. Les actuacions van tenir com a col·laboradors el cor de cambra Canticum, i la intèrpret de llaüt i violoncel Caroline Dale, que havia treballat amb Gilmour. A la segona nit, Gilmour va unir-se a Geesin a l'escenari per a l'actuació, que es va allargar fins a 30 minuts.
L'any 2013, Geesin va editar el llibre The Flaming Cow, on documenta la seva experiència treballant amb Pink Floyd, incloent-hi el making of d'aquest àlbum des del seu punt de vista.

## Actuacions en directe
Inicialment, la banda estava entusiasmada amb la idea de tocar en directe el conjunt de peces complet en els primers anys de la dècada dels setanta. Una de les primeres actuacions va ser enregistrada per la cadena de televisió KQED, de San Francisco, en la que actuava únicament la banda, el 28 d'abril de 1970. Dues actuacions memorables van tenir lloc al Bath Festival of Blues and Progressive Music el 27 de juny i a la Blackhills Garden Party a Hyde Park, Londres, el 18 de juliol. En ambdues ocasions la banda va tenir la col·laboració del John Alldis Choir i del Philip Jones Brass Ensemble. Més endavant, la banda va agafar una secció de vent i un cor durant la gira únicament amb l'objectiu de tocar aquesta peça. No obstant, això va fer que la gira fos deficitària, i la banda va tenir problemes amb els músics contractats; per un costat els intèrprets anaven canviant de concert en concert, ja que simplement seleccionaven els que estaven disponibles, i per l'altra banda, hi havia una combinació de manca d'assaig i problemes de microfonia de tot el conjunt; tot plegat va fer que una actuació completa en directe fos d'allò més problemàtica. Reflexionant sobre això, Gilmour va dir que "alguns dels músics de vent han estat molt incompetents". D'acord amb Mason, la banda va arribar a un concert a Aquisgrà, Alemanya, només per descobrir que s'havien deixat la partitura, la qual cosa va obligar el responsable de la gira, Tony Howard, a tornar a Londres per aconseguir-les.
Un arranjament posterior sense metall i ni cor, i amb una duració rebaixada de 25 minuts a 15 ometent les seccions de "collage" i la repetició del final del tema principal, es va mantenir en el seu repertori en viu fins a l'any 1972. Per exemple, durant el primer concert d'aquell any, a meitat de la primera actuació en viu pública de The Dark Side of the Moon a Brighton, els problemes tècnics va donar com a resultat l'abandonament de l'execució de la nova peça, sent substituïda per Atom Heart Mother. L'última actuació en viu de la peça de Pink Floyd va tenir lloc el 22 de maig de 1972 a l'Estadi Olímpic d'Amsterdam, als Països Baixos; actuacions d'altres bandes han tingut lloc a París el 2012 i Bratislava l'any 2016.

## Llista de cançons
| Núm. | Títol | Lletra                                                          | Música                                                              | Durada                                          |
| ---- | --- | --------------------------------------------------------------- | ------------------------------------------------------------------- | ----------------------------------------------- |
| 1.   | «Atom Heart Mother - I. "Father's Shout" - II. "Breast Milky" - III. "Mother Fore" - IV. "Funky Dung" - V. "Mind Your Throats Please" - VI. "Remergence» | Instrumental, veus sense paraules per part de John Alldis Choir | David Gilmour, Roger Waters, Nick Mason, Richard Wright, Ron Geesin | 23:44 - 2:50 - 2:33 - 4:50 - 5:15 - 2:28 - 5:48 |

| Núm. | Títol                                                                                            | Lletra                                    | Música                                                  | Durada |
| ---- | ------------------------------------------------------------------------------------------------ | ----------------------------------------- | ------------------------------------------------------- | ------ |
| 2.   | «If»                                                                                             | Roger Waters                              | Roger Waters                                            | 4:30   |
| 3.   | «Summer '68»                                                                                     | Richard Wright                            | Richard Wright                                          | 5:29   |
| 4.   | «Fat Old Sun»                                                                                    | David Gilmour                             | David Gilmour                                           | 5:22   |
| 5.   | «Alan's Psychedelic Breakfast - I. "Rise and Shine" - II. "Sunny Side Up" - III. "Morning Glory» | Instrumental, vocalizacions d'Alan Styles | David Gilmour, Roger Waters, Richard Wright, Nick Mason | 13:00  |

## Crèdits

### Músics
- Roger Waters - baix, veu i guitarra addicional
- David Gilmour - guitarra, baix i veu
- Richard Wright - orgue hammond, orquestració i veu
- Nick Mason - bateria i percussions

### Músics addicionals
- Ron Geesin - orquestració i composició
- Alan Styles - veu de fons en el tema «Alan's Psychedelic Breakfast»
- Abbey Road Session Pops Orchestra - orquestra a «Atom Heart Mother» i instruments de vent a «Summer '68»
- John Alldis Choir - cor

### Producció
- Producció artística: Pink Floyd
- Producció executiva: Norman Smith
- Enginyeria d'àudio: Peter Bown i Alan Parsons
- Caràtula: Hipgnosis

### Edició en disc compacte
- Remasterització supervisada per James Guthrie
- Remasterització digital per Doug Sax a The Mastering Lab (Los Angeles)
- Disseny gràfic interior Storm Thorgerson i Jon Crossland
- Fotografia addicional: Tony May

## Posició a les llistes

### Posició a les llistes
| Any     | País          | Llista                               | Posició | Notes |
| ------- | ------------- | ------------------------------------ | ------- | ----- |
| 1970    | Alemanya      | Media Control Charts                 | 8       |       |
| 1970    | Austràlia     | Kent Music Report                    | 30      |       |
| 1970    | Canadà        | Top Albums/CDs (RPM)                 | 39      |       |
| 1970    | Dinamarca     | Llista danesa d'àlbums               | 8       |       |
| 1970    | Estats Units  | Billboard 200                        | 55      |       |
| 1970    | França        | Llista francesa d'àlbums]            | 4       |       |
| 1970    | Noruega       | VG-lista                             | 13      |       |
| 1970    | Països Baixos | MegaCharts                           | 5       |       |
| 1970    | Regne Unit    | The Official UK Charts Company (OCC) | 1       |       |
| 2011–12 | Espanya       | [ 79 ]                               | 79      |       |
| 2011–12 | França        | Llista francesa d'àlbums             | 66      |       |
| 2011–12 | Suïssa        | Llista suïssa d'àlbums               | 81      |       |

### Certificacions
| País         | Certificació | Vendes  | Últim dia certificació |
| ------------ | ------------ | ------- | ---------------------- |
| Àustria      | 1 × or       | 25.000  | 10 gener 1994          |
| França       | 1 × or       | 100.000 | 1977                   |
| Alemanya     | 1 × or       | 250.000 | 1990                   |
| Itàlia       | 1 × or       | 50.000  | 2009                   |
| Estats Units | 1 × or       | 500.000 | 11 març 1994           |

## Anècdotes
Els sons d'una cuina que s'escolten a Alan's Psychedelic Breakfast foren enregistrats a la cuina de Nick Mason.
Stanley Kubrick volia usar part del tema Atom Heart Mother en la pel·lícula A Clockwork Orange (La taronja mecànica). Kubrick va demanar que li deixessin usar Atom Heart Mother Suite com a part de la banda sonora, però, com que Kubrick volia tenir llicència sense límits per determinar quines porcions apareixien o per editar el temes, el grup ho va rebutjar. Retrospectivament, Roger Waters havia dit: "Potser és només, així que no es va utilitzar després de tot. Tot i així, l'àlbum apareix en la pel·lícula en el moment que Alex està a la botiga de discs i en l'estant superior hi ha un disc que té la portada d'Atom Heart Mother amb la vaca en un camp.